# نیکی زیگلمیر
نیکی زیگلمیر (انگلیسی: Nikki Ziegelmeyer؛ زادهٔ september ۲۴, ۱۹۷۵ (۴۹ سال)) ورزشکار اسکیت سرعت اهل ایالات متحده آمریکا است.
وی در مسابقات کشوری و بین‌المللی در مجموع برندهٔ ۱ مدال نقره، ۱ مدال برنز شده‌است.